# Rookie Cops
Rookie Cops (en hangul, 너와 나의 경찰수업; romanización revisada, Neowa Naui Gyungchalsueob) es una serie de televisión surcoreana por streaming transmitida del 26 de enero de 2022 al 16 de marzo de 2022 a través de Star y por Disney+ en regiones seleccionadas, en América Latina fue estrenada en la plataforma Star+. Es la primera serie Star Original surcoreana de la OTT.

## Sinopsis
Rookie Cops sigue las historias de un grupo de estudiantes de primer año en la élite de la Universidad de la Policía Nacional de Corea (KNPU), la cual se dice que es uno de los campus más conservadores y exclusivos de Corea. Wi Seung-hyun es un estudiante de primer año con honores que quiere seguir los pasos de su padre, quien es el respetado jefe de la agencia de policía de Gyeonggi Dongbu. Todo va según lo planeado hasta que se encuentra con Go Eun-kang. El drama de investigación juvenil describe los sueños, el amor, los desafíos y las ambiciones de los estudiantes.

## Reparto

### Personajes principales
- Kang Daniel como Wi Seung-hyun (21 años), es un joven apasionado que no puede soportar ver injusticias, y que obtiene el primer lugar en el examen de ingreso a la universidad policíaca en su segundo intento.[9]
- Chae Soo-bin como Go Eun-kang (20 años), activa y valiente, es una estudiante alborotadora de primer año de la academia de policía que ingresa a la fuerza policial persiguiendo un amor no correspondido.[10]
  - Oh Ah-rin como Eun-kang (de pequeña)
- Lee Shin-young como Kim Tak (20 años), es un estudiante de primer año y miembro del equipo nacional juvenil de judo que encarna el espíritu y la pasión de la juventud. Está acostumbrado a estar solo, pero cuando conoce a Wi Seung-hyun este se convierte en su único amigo verdadero.[11]
- Park Yoo-na como Ki Han-na (20 años), es una estudiante de primer año que es autosuficiente y realista con un encanto orgulloso único, quien siempre está en el primer lugar del ranking del departamento. Sin embargo su tendencia individualista crea tensión con otros estudiantes que valoran la vida en grupo.[12]

### Personajes secundarios

#### Estudiantes de la Academia
- Park Sung-joon como Yoo Dae-il (23 años), es un estudiante de primer año que se considera un exitoso fanático de los dramas policiales ya que decidió convertirse en oficial después de ver la serie Signal. Logra aprobar el examen de ingreso después de tres intentos.[13]
- Min Do-hee como Woo Joo-young (20 años), es una estudiante de primer año de una escuela secundaria de ciencias que sueña con convertirse en investigador forense.[14]
- Kim Woo-suk como Seo Beom-joo (20 años), es un sincero y recto estudiante de primer año, que a veces tiene pensamientos y preocupaciones excesivas que revelan su lado tímido. Es meticuloso con la planificación y tiene habilidades de baile inesperadas.[15]
- Cheon Young-min como Shin Ah-ri (20 años), es una ulzzang y estudiante de primer año que está interesada en la moda y la apariencia, a pesar de tener una imagen sombría en realidad tiene una personalidad suave y gradualmente se acerca más a sus compañeros de clase.[16]
- Park Yeon-woo como Kang Joo-chan, es un estudiante de cuarto año, así como el presidente del consejo estudiantil. Es el primer amor de Go Eun-kang.[17]
- Jung Soo-bin como Baek Seon-yoo, es la jefa del dormitorio de estudiantes femeninas, quien también participa activamente en las actividades escolares, la formación y las actividades del consejo estudiantil.[18][19]
- Lee Jun-woo como Uhm Hyuk, es un estricto alumno del último año y jefe del equipo de educación de la academia de policía encargado de entrenar a los nuevos estudiantes.[20]
- Kim Seung-Ho como Pyo Hyun-seok, es el simpático jefe de relaciones públicas en la academia de policía.[21]

#### Profesores de la Academia
- Kim Sang-ho como Cha Yoo-gon (40 años), es un ingenioso profesor de policía científica que como oficial de policía era una persona sin miedo al mundo antes de que un incidente cambiara su perspectiva de la vida.
- Seo Yi-sook como Kim Soon-young (50 años), es la decano de la universidad.
- Choi Woo-ri como Bang Hee-sun, la carismática profesora de psicología criminal.

#### Familiares
- Son Chang-min como Wi Ki-yong (50 años), es un oficial de la policía de alto rango, así como el respetado padre de Wi Seung-hyun.
- Ji Soo-won como Oh Sook-ja (50 años), es la madre de Wi Seung-hyun, por quien tiene un afecto extraordinario.
- Lee Moon-sik como Go Yang-cheol (50 años), es el afectuoso y gracioso padre de Go Eun-kang.
- Jung Young-joo como Lee Hee-sook (50 años), es la franca pero afectuosa madre de Go Eun-kang, quien es dueña de un restaurante de pollo.[22]
- Son So-mang como Go Mi-kang, es la hermana mayor de Go Eun-kang, así como una estudiante de posgrado en artes con un encanto puro y honesto.[23]
- Sa Kang, es la madre de Ki Han-na.

#### Otros personajes
- Hyun Woo-sung como Kang Nam-gi, un detective que lucha por encontrar la verdad del caso.[24]
- Kim Yool-ho como Choo Yi-sa, es un personaje cruel que comete actos malvados.[25]
- Choi Gyu-ri como chica de la cita a ciegas (ep. 4 y 5).

### Apariciones especiales
- Kwak Si-yang como Kim Hyun-soo, anteriormente estudiante de cuarto año en la academia de policía. (Ep. 1)
- Shin Ye-eun como Jang So-yeon, una estudiante de primer año que abandona al academia en medio del programa de orientación de dos semanas. (Ep. 1)
- Choi Jae-hyun como Min-yong, es el amigo de Wi Seung-hyun. (Ep. 1)
- Park Sang-nam como Yoo Na-kyung,  la cita a ciegas de Go Eun-kang. (Ep. 5-6)
- Kim Kwon como Jo Han-sol (Ep. 9-12).

## Episodios
La serie está conformada por dieciséis episodios. Se emitieron dos episodios todos los miércoles a las 17:00 en el Huso horario de Corea (KST).
| N.º | Título        | Dirigido por  | Escrito por | Fecha de lanzamiento original |
| --- | ------------- | ------------- | ----------- | ----------------------------- |
| 1 | «Episodio 1»  | Kim Byung-soo | Lee Ha-na   | 26 de enero de 2022           |
| La Universidad de la Policía Nacional de Corea (KNPU), donde solo puede asistir el 1% de los mejores estudiantes. Seung-hyun, el hijo del jefe de policía, ha estado en conflicto con el entrenador jefe que obligó a disciplinar a los estudiantes durante el entrenamiento de Cheongram, una parte del entrenamiento para cadetes de policía. Debido a las duras condiciones del entrenamiento, una de las nuevas estudiantes abandona la academia, y Eung-kang se convierte en la chica más afortunada que obtiene el dorado puesto vacante. |               |               |             |                               |
| 2 | «Episodio 2»  | Kim Byung-soo | Lee Ha-na   | 26 de enero de 2022           |
| "¿Por qué estás aquí?" Seung-hyun se sorprende al encontrarse con Eung-kang, quien ha entrelazado una relación nefasta con él antes de ingresar a la escuela. No esperaba que Seung-hyun fuera su superior, así que decide dar un paso atrás. Sin embargo, Seung-hyun la ignora de todos modos. Además, Eun-kang ha sido acusada de filmar en secreto el entrenamiento de Cheongram y ahora tiene que dejar la academia. |               |               |             |                               |
| 3 | «Episodio 3»  | Kim Byung-soo | Lee Ha-na   | 02 de febrero de 2022         |
| 4 | «Episodio 4»  | Kim Byung-soo | Lee Ha-na   | 02 de febrero de 2022         |
| 5 | «Episodio 5»  | Kim Byung-soo | Lee Ha-na   | 09 de febrero de 2022         |
| 6 | «Episodio 6»  | Kim Byung-soo | Lee Ha-na   | 09 de febrero de 2022         |
| 7 | «Episodio 7»  | Kim Byung-soo | Lee Ha-na   | 16 de febrero de 2022         |
| 8 | «Episodio 8»  | Kim Byung-soo | Lee Ha-na   | 16 de febrero de 2022         |
| 9 | «Episodio 9»  | Kim Byung-soo | Lee Ha-na   | 23 de febrero de 2022         |
| 10 | «Episodio 10» | Kim Byung-soo | Lee Ha-na   | 23 de febrero de 2022         |
| 11 | «Episodio 11» | Kim Byung-soo | Lee Ha-na   | 02 de marzo de 2022           |
| 12 | «Episodio 12» | Kim Byung-soo | Lee Ha-na   | 02 de marzo de 2022           |
| 13 | «Episodio 13» | Kim Byung-soo | Lee Ha-na   | 09 de marzo de 2022           |
| 14 | «Episodio 14» | Kim Byung-soo | Lee Ha-na   | 09 de marzo de 2022           |

## Banda sonora original
| N.º | Título                 | Artista        | Duración |  |
| 1.  | «Chancellor»           | Because of You | 3:32     |  |
| 2.  | «Police Class»         | Lucy           | 3:31     |  |
| 3.  | «My Sunlight»          | Ha Hyun-sang   | 3:07     |  |
| 4.  | «Time»                 | Kwon Eunbi     | 3:19     |  |
| 5.  | «What A Wonderful Day» | Dvwn           | 3:43     |  |

### Especial
| N.º | Título                        | Artista             | Duración |  |
| 1.  | «Hush Hush (versión coreana)» | Kang Daniel, Miyavi | 3:01     |  |

## Producción
El 22 de diciembre de 2020, Studio&NEW reveló que usaría fondos invertidos y aseguraría derechos de autor secundarios para producir próximos trabajos, incluidos Rookie Cops. Se informó por primera vez el 1 de febrero de 2021, que Rookie Cops es una serie original que se emitiría en Disney+. El 30 de abril de 2021, se formalizó la asociación de contenido de cinco años entre Studio&NEW y The Walt Disney Company Korea con la serie Rookie Cops nombrada como uno de los dos trabajos inmediatos que formarían parte de ese acuerdo. La serie fue dirigida por Kim Byung-soo, quien contó con el apoyo de la guionista Lee Ha-na.
La serie es protagonizada por Kang Daniel, Chae Soo-bin, Lee Shin-young y Park Yoo-na.
El 26 de enero de 2022 se realizó al conferencia de prensa en línea.

### Selección del reparto
El 1 de febrero y el 9 de marzo, se informó que Kang Daniel y Chae Soo-bin estaban revisando las ofertas de casting, respectivamente. Sus papeles principales no se confirmaron oficialmente hasta que asistieron a la Presentación de Contenido para Disney+ APAC (Asia-Pacífico) el 14 de octubre. En mayo, hubo noticias de que Min Do-hee, Lee Shin-young, Kim Woo-seok y Shin Ye-eun fueron llamados para el casting. En junio, Kim Sang-ho y Park Yoo-na confirmaron su casting, seguidos por Sa Kang el 16 de julio. La aparición especial de Kwak Si-yang fue confirmada el 28 de octubre. La major alineación del elenco se reveló el 1 de noviembre.

### Filmación
El 26 de mayo se informó que la filmación había comenzado recientemente después de una lectura de guion a principios de mayo. El rodaje concluyó en noviembre.